# SK Slavia Praha 2010/2011
Tento článek se podrobně zabývá sestavou a zápasy fotbalového týmu SK Slavia Praha v sezoně 2010 - 2011. V této sezoně SK Slavia Praha neobhajovala žádnou trofej z předchozí sezony 2009-10. Právě předchozí sezona byla pro Slavii první po osmnácti letech, kdy se Slavia nekvalifikovala do Evropských pohárů, tudíž je v této sezoně nehrála. V žebříčku UEFA se Slavia propadla na 102. místo, což zapříčinila právě letošní neúčast v Evropských pohárech.

## Podrobný popis sezony
Letošní ročník začal bez účasti Slavie v Evropských pohárech, a o to víc se Slavia chtěla věnovat domácím soutěžím a znovu si vydobýt účast v Evropských pohárech. Na post trenéra se vrátil Karel Jarolím, který byl v předešlé sezóně pro neuspokojivé výsledky odvolán. Znovu se k týmu připojil 1. června 2011 a absolvoval s týmem celou letní přípravu a začátek domácích soutěží.
- Letní příprava pro Slavii znamenala poměrně dobré výsledky a dobrý příslib pro podzimní část soutěže. Během počátečních 4 kol získala Slavia 8 bodů a nacházela se na velmi solidním 3. místě tabulky. Jenže poté přišla série 8 zápasů bez výhry a po šesti z nich došla vedení Slavie trpělivost s trenérem Karlem Jarolímem a nahradilo ho trenérem Slávistického "B" týmu Michalem Petroušem. Ten dovedl Slavii až do konce sezony.
- Po konci podzimní části patřilo Slavii v lize až 14. místo a byla ohrožena sestupem.
- V jarní části však Slavia předváděla o mnoho lepší fotbal a připsala si pouze jedinou porážku a to v derby se Spartou. Záchranu si nakonec zajistila již v 25. kole. V Ondrášovka cupu vypadla Slavia potřetí za sebou v semifinále, tentokrát s SK Sigma Olomouc. Na vině byl především nedohraný a později kontumovaný zápas (0 - 3), kdy na hřiště 2x vnikli diváci. Viz níže. Nakonec si Slavia zajistila 9. místo.

### Semifinále Ondrášovka cupu (5. května2011)
Na domácí semifinálový zápas s SK Sigma Olomouc se ve Slavii bude ještě asi dlouho vzpomínat. Diváci avizovali protest přímo na hřišti před zápasem. Na vině byly neuspokojivý finanční stav klubu, neznámý majitel i možný blížící se krach klubu. Hráči nedostali zaplacené platy od počátku roku. Po předzápasových rozmluvách došlo k dohodě s pořadateli a fanoušci nenásilně opustili hrací plochu. Poločas skončil skóre 1 - 1 a o poločasové pauze vtrhli diváci na hrací plochu podruhé. Tentokrát však s horšími než mírovými prosbami. Na stadioně se rozhořel několikahodinový boj s příslušníky Policie. Slavia byla potrestána za špatnou pořadatelskou službu pokutou ve výši 750 tisíc korun a zákazem vstupu diváků na stadion pro následující tři domácí zápasy.

### Finanční a majetková situace
V úvodu sezony rozhodl rozhodčí soud v Anglii, že Slavia musí uhradit bývalému většinovému majiteli, firmě ENIC, 3,4 mil. liber za neoprávněné připravení o majoritu ve Slavii. To nastartovalo další finanční problémy v pražském klubu. Od počátku roku 2011 až do konce dubna nedostali hráči ani ostatní pracovníci Slavie zaplacenou mzdu. Licenční komise proto neudělila Slavii profesionální licenci, bez které nelze hrát 1. ani 2. českou ligu. Z tohoto důvodu také došlo ve Slavii ke změně majitele. Bývalí vlastníci klubu :
- Antonín Franc 50,97 % akcií
- Berhala Limited 33 % akcií

Finanční záchrany Slavie se ujala společnost Natland Group, zabývající se investičním podnikáním. Od Antonína France odkoupila jeho podíl a stala se novým většinovým vlastníkem. Na odvolacím licenčním řízení rozhodl Tribunál ČMFS o dodatečné udělení profesionální licence. Zároveň byla představena nová vlastnická struktura klubu k datu 24.05.2011. Ta vypadala takto :
- Natland Group 50,97 %
- Aleš Řebíček 33 %
- ENIC 16 %
- minoritní akcionáři 0,03 %

## Soupiska

### První tým
| #  | Pozice | Hráč                                 |
| -- | ------ | ------------------------------------ |
| 1  | B      | Jan Hanuš                            |
| 28 | B      | Martin Vaniak                        |
| 25 | B      | Zdeněk Zlámal                        |
| 5  | O      | Ondřej Čelůstka                      |
| 30 | O      | Martin Dostál                        |
| 4  | O      | David Hubáček (2. zástupce kapitána) |
| 29 | O      | Josef Kaufman                        |
| 19 | O      | Jiří Koubský                         |
| 26 | O      | Petr Mareš                           |
| 6  | O      | Vitali Trubila                       |
| 22 | O      | Benjamin Vomáčka                     |
| 13 | Z      | Milan Černý                          |
| 3  | Z      | Bassirou Dembélé                     |
| 10 | Z      | Filip Duranski                       |
| 8  | Z      | Petr Janda                           |

| #  | Pozice | Hráč                                 |
| -- | ------ | ------------------------------------ |
| 20 | Z      | Lukáš Jarolím (1. zástupce kapitána) |
| 11 | Z      | Karol Kisel (kapitán)                |
| 21 | Z      | Štěpán Koreš                         |
| 33 | Z      | Zoran Milutinović                    |
| 24 | Z      | Ondřej Petrák                        |
| 15 | U      | Radek Gulajev                        |
| 23 | U      | Jakub Hora                           |
| 32 | U      | Martin Hurka                         |
| 14 | U      | Jan Mikula                           |
| 18 | U      | Riste Naumov                         |
| 16 | U      | Zbyněk Pospěch                       |
| 7  | U      | Stanislav Vlček                      |
| 12 | U      | Pavel Vyhnal                         |
| 17 | U      | Jan Zákostelský                      |

### Změny v kádru v letním přestupovém období 2010
| Číslo | Pozice | Nár.      | Hráč             | Věk | Odkud přišel           | Do roku | Typ              | Cena   | Zdroj |
| ----- | ------ | --------- | ---------------- | --- | ---------------------- | ------- | ---------------- | ------ | ----- |
| 20    | Z      | Česko     | Lukáš Jarolím    | 33  | AC Siena               | 2013    | volný hráč       | zdarma | –     |
| 11    | Z      | Slovensko | Karol Kisel      | 33  | Sydney FC              | 2011    | volný hráč       | zdarma | –     |
| 19    | O      | Česko     | Jiří Koubský     | 27  | FC St. Gallen          | 2011    | volný hráč       | zdarma | –     |
| 5     | O      | Česko     | Ondřej Čelůstka  | 21  | US Città di Palermo    | –       | návrat z hostov. | –      | –     |
| 3     | Z      | Mali      | Bassirou Dembélé | 20  | Paris Saint-Germain FC | 2012    | volný hráč       | zdarma | –     |
| 23    | Ú      | Česko     | Jakub Hora       | 19  | FK Baník Most          | 2011+   | hostování 1 rok  | –      | –     |
|       | B      | Finsko    | Anssi Jaakkola   | 23  | AC Siena               | 2011    | volný hráč       | zdarma | –     |
|       | B      | Česko     | Jan Hanuš        | 22  | FC Hlučín              | –       | návrat z hostov. | –      | –     |
|       | B      | Česko     | Roman Valeš      | 20  | FC Hlučín              | –       | návrat z hostov. | –      | –     |

Poznámky:   —   = nezveřejněno (dohoda mezi kluby),   †   = odhadovaná cena,   +   = opce na prodloužení smlouvy
| Číslo | Pozice | Nár.  | Hráč            | Věk |
| ----- | ------ | ----- | --------------- | --- |
| 32    | Ú      | Česko | Martin Hurka    | 17  |
| 17    | Ú      | Česko | Jan Zákostelský | 18  |
|       | Z      | Česko | Lukáš Palko     | 20  |

| Číslo | Pozice | Nár.      | Hráč             | Věk | Kam odešel          | Typ                                | Cena                               | Zdroj                                             |
| ----- | ------ | --------- | ---------------- | --- | ------------------- | ---------------------------------- | ---------------------------------- | ------------------------------------------------- |
| 19    | O      | Slovensko | Matej Krajčík    | 32  | FK Baumit Jablonec  | konec smlouvy                      | zdarma                             | –                                                 |
| 23    | Z      | Česko     | Ladislav Volešák | 26  | 1.FC Slovácko       | přestup                            | —                                  | –                                                 |
| 14    | Ú      | Česko     | Zdeněk Šenkeřík  | 29  | FC Baník Ostrava    | konec smlouvy                      | zdarma                             | –                                                 |
| 24    | Z      | Bělorusko | Vitali Trubila   | 25  | Bohemians 1905      | hostování ½ roku                   | —                                  | –                                                 |
| 27    | Z      | Slovensko | Peter Grajciar   | 26  | Konyaspor           | přestup                            | 12,4 mil. Kč†                      | tn.cz Archivováno 20. 7. 2020 na Wayback Machine. |
| 25    | O      | Česko     | Jan Hošek        | 21  | FK Teplice          | přestup                            | —                                  | –                                                 |
| 10    | Z      | Česko     | Jan Kysela       | 24  | FK Mladá Boleslav   | konec hostování                    | konec hostování                    | konec hostování                                   |
| 16    | O      | Francie   | Kevin Lafrance   | 20  | FK Baník Most       | konec hostování                    | konec hostování                    | konec hostování                                   |
| 3     | O      | Česko     | Milan Kopic      | 24  | SC Heerenveen       | konec hostování                    | konec hostování                    | konec hostování                                   |
| 21    | O      | Makedonie | Mirko Ivanovski  | 20  | FK Makedonija       | konec hostování                    | konec hostování                    | konec hostování                                   |
| 11    | Ú      | Česko     | Stanislav Tecl   | 19  | FC Vysočina Jihlava | konec hostování                    | konec hostování                    | konec hostování                                   |
| 34    | B      | Slovensko | Štefan Senecký   | 30  | Ankaraspor AŞ       | konec hostování                    | konec hostování                    | konec hostování                                   |
| 31    | B      | Lotyšsko  | Deniss Romanovs  | 31  | FK Xəzər Lənkəran   | konec smlouvy                      | zdarma                             | –                                                 |
| 33    | Z      | Brazílie  | James Dens       | 23  | NK Záhřeb           | konec smlouvy                      | zdarma                             | –                                                 |
|       | O      | Česko     | Jaroslav Starý   | 22  | 1.FC Slovácko       | přestup                            | —                                  | –                                                 |
|       | B      | Česko     | Jan Hanuš        | 22  | FC Hradec Králové   | hostování 1 rok                    | —                                  | –                                                 |
|       | Z      | Česko     | Lukáš Vácha      | 21  | FC Slovan Liberec   | uplatnění opce z hostování 2009/10 | uplatnění opce z hostování 2009/10 | uplatnění opce z hostování 2009/10                |

Poznámky:   —   = nezveřejněno (dohoda mezi kluby),   †   = odhadovaná cena

### Změny v kádru v zimním přestupovém období 2010/2011
| Číslo | Pozice | Nár.                | Hráč              | Věk | Odkud přišel      | Do roku            | Typ                | Cena               | Zdroj                   |
| ----- | ------ | ------------------- | ----------------- | --- | ----------------- | ------------------ | ------------------ | ------------------ | ----------------------- |
| 27    | Ú      | Česko               | Zbyněk Pospěch    | 28  | FC Zbrojovka Brno | 2011+              | hostování ½ roku   | —                  | tn.cz[nedostupný zdroj] |
| 33    | Z      | Bosna a Hercegovina | Zoran Milutinović | 22  | FC Hlučín         | návrat z hostování | návrat z hostování | návrat z hostování | návrat z hostování      |
| 15    | Ú      | Česko               | Radek Gulajev     | 21  | FC Hlučín         | návrat z hostování | návrat z hostování | návrat z hostování | návrat z hostování      |
| 24    | Z      | Bělorusko           | Vitali Trubila    | 26  | Bohemians 1905    | návrat z hostování | návrat z hostování | návrat z hostování | návrat z hostování      |
| 1     | B      | Česko               | Jan Hanuš         | 22  | FC Hradec Králové | návrat z hostování | návrat z hostování | návrat z hostování | návrat z hostování      |

Poznámky:   —   = nezveřejněno (dohoda mezi kluby),   †   = odhadovaná cena,   +   = opce na prodloužení smlouvy
| Číslo | Pozice | Nár.      | Hráč           | Věk |
| ----- | ------ | --------- | -------------- | --- |
| 30    | O      | Česko     | Martin Dostál  | 20  |
| 10    | Z      | Makedonie | Filip Duranski | 18  |
| 24    | Z      | Česko     | Ondřej Petrák  | 18  |

| Číslo | Pozice | Nár.    | Hráč           | Věk | Kam odešel           | Typ              | Cena            | Zdroj                          |
| ----- | ------ | ------- | -------------- | --- | -------------------- | ---------------- | --------------- | ------------------------------ |
|       | B      | Finsko  | Anssi Jaakkola | 23  | Kilmarnock FC        | konec smlouvy    | zdarma          | –                              |
| 2     | Z      | Česko   | Petr Trapp     | 25  | FC Viktoria Plzeň    | přestup          | —               | slavistickenoviny.cz           |
| 9     | Z      | Česko   | Adam Hloušek   | 22  | 1. FC Kaiserslautern | hostování ½ roku | —               | Hosp. noviny[nedostupný zdroj] |
| 6     | Z      | Tunisko | Hocine Ragued  | 27  | Kardemir Karabükspor | přestup          | volný hráč      | slavistickenoviny.cz           |
| 26    | Z      | Česko   | Jaroslav Černý | 31  | MKE Ankaragücü       | přestup          | volný hráč      | tn.cz                          |
| 21    | Z      | Tunisko | Tijani Belaid  | 23  | Hull City AFC        | přestup          | volný hráč      | –                              |
| 24    | Ú      | Česko   | Aleš Besta     | 27  | rok bez angažmá      | rok bez angažmá  | rok bez angažmá | iDnes.cz                       |
|       | Ú      | Česko   | Jan Pázler     | 19  | FK Dukla Praha       | přestup          | —               | iDnes.cz                       |

### Neúspěšně testovaní hráči – zima 2010/2011
- , útočník Allele Celestine

### Rezervní tým
Hraje ČFL.
| #  | Pozice | Hráč            |
| -- | ------ | --------------- |
| 1  | B      | David Pokorný   |
| 22 | B      | Martin Berkovec |
| 2  | O      | Lukáš Mráz      |
| 4  | O      | Michal Hell     |
| 5  | O      | Daniel Galus    |
| 18 | O      | Marek Kindel    |
| 30 | O      | Lukáš Palko     |
| 33 | O      | Jan Neuberg     |
| 6  | Z      | Petr Kolařík    |
| 10 | Z      | Viktor Šimeček  |
| 11 | Z      | Štěpán Šimeček  |

| #  | Pozice | Hráč                     |
| -- | ------ | ------------------------ |
| 13 | Z      | Michal Klimeš            |
| 14 | Z      | Jakub Hájek              |
| 16 | Z      | Václav Prošek            |
| 17 | Z      | Petr Kučera              |
| 19 | Z      | Michal Rejka             |
|    | Z      | Zdeněk Zahálka           |
|    | Z      | Liridon Krasniqi         |
| 9  | U      | Niall Cousens            |
|    | U      | Alberto Marić            |
|    | U      | José Diego Alvaréz Peréz |

## Hráčské statistiky
Aktuální ke konci sezony 2010 - 2011
|        |                     |                    | Gambrinus liga | Gambrinus liga | Gambrinus liga | Gambrinus liga | Gambrinus liga | Ondrášovka cup | Ondrášovka cup | Ondrášovka cup | Ondrášovka cup | Ondrášovka cup | Přátelsky | Přátelsky   | Přátelsky | Přátelsky | Přátelsky |
| Pozice | Národnost           | Jméno              | Zápasy         | Čistá konta    | Minuty         |                | Vyloučení      | Zápasy         | Čistá konta    | Minuty         |                | Vyloučení      | Zápasy    | Čistá konta |           | Vyloučení |           |
| B      | Česko               | Martin Vaniak      | 19             | 8              | 1710           | 0              | 0              | 2              | 1              | 180            | 0              | 0              | 12        | 0           | 0         | 0         |           |
| B      | Česko               | Zdeněk Zlámal      | 9              | 4              | 810            | 0              | 0              | 4              | 1              | 315            | 1              | 0              | 4         | 0           | 0         | 0         |           |
| B      | Finsko              | Anssi Jaakkola†    | 2              | 0              | 180            | 0              | 0              | 2              | 1              | 180            | 0              | 0              | 3         | 0           | 0         | 0         |           |
| Pozice | Národnost           | Jméno              | Zápasy         | Gól            | Minuty         |                | Vyloučení      | Zápasy         | Gól            | Minuty         |                | Vyloučení      | Zápasy    | Gól         |           | Vyloučení |           |
| O      | Česko               | David Hubáček      | 29             | 0              | 2610           | 7              | 0              | 6              | 0              | 495            | 0              | 0              | 12        | 0           | 0         | 0         |           |
| O      | Česko               | Ondřej Čelůstka    | 28             | 2              | 2520           | 4              | 0              | 6              | 0              | 495            | 0              | 0              | 16        | 5           | 0         | 0         |           |
| O      | Česko               | Josef Kaufman      | 12             | 2              | 1035           | 2              | 0              | 2              | 0              | 168            | 0              | 0              | 0         | 0           | 0         | 0         |           |
| O      | Česko               | Jiří Koubský       | 12             | 2              | 1080           | 5              | 0              | 2              | 1              | 180            | 1              | 0              | 14        | 0           | 0         | 0         |           |
| O      | Bělorusko           | Vitali Trubila±    | 12             | 1              | 1070           | 3              | 0              | 4              | 0              | 315            | 0              | 0              | 4         | 0           | 0         | 0         |           |
| O      | Česko               | Petr Trapp†        | 11             | 1              | 889            | 1              | 0              | 2              | 0              | 102            | 0              | 0              | 8         | 0           | 1         | 0         |           |
| O      | Česko               | Benjamin Vomáčka   | 8              | 0              | 536            | 2              | 0              | 2              | 0              | 180            | 0              | 0              | 9         | 0           | 0         | 0         |           |
| O      | Česko               | Martin Dostál      | 6              | 0              | 540            | 0              | 0              | 3              | 0              | 225            | 0              | 0              | 7         | 0           | 0         | 0         |           |
| O      | Česko               | Lukáš Palko        | 0              | 0              | 0              | 0              | 0              | 1              | 0              | 90             | 0              | 0              | 0         | 0           | 0         | 0         |           |
| Pozice | Národnost           | Jméno              | Zápasy         | Gól            | Minuty         |                | Vyloučení      | Zápasy         | Gól            | Minuty         |                | Vyloučení      | Zápasy    | Gól         |           | Vyloučení |           |
| Z      | Česko               | Milan Černý        | 28             | 2              | 2188           | 4              | 0              | 5              | 0              | 306            | 1              | 0              | 7         | 0           | 0         | 0         |           |
| Z      | Slovensko           | Karol Kisel        | 27             | 7              | 2407           | 5              | 0              | 5              | 4              | 374            | 0              | 0              | 13        | 3           | 1         | 0         |           |
| Z      | Česko               | Petr Janda         | 27             | 0              | 1627           | 4              | 0              | 7              | 0              | 402            | 0              | 0              | 14        | 2           | 0         | 0         |           |
| Z      | Česko               | Lukáš Jarolím      | 25             | 4              | 1950           | 3              | 0              | 5              | 0              | 331            | 1              | 0              | 14        | 1           | 0         | 0         |           |
| Z      | Česko               | Štěpán Koreš       | 20             | 4              | 1353           | 2              | 0              | 8              | 0              | 537            | 0              | 0              | 18        | 1           | 0         | 0         |           |
| Z      | Česko               | Jaroslav Černý†    | 13             | 2              | 958            | 2              | 0              | 4              | 2              | 321            | 0              | 0              | 6         | 1           | 0         | 0         |           |
| Z      | Bosna a Hercegovina | Zoran Milutinović± | 12             | 1              | 220            | 1              | 0              | 3              | 0              | 119            | 0              | 0              | 7         | 1           | 0         | 0         |           |
| Z      | Tunisko · Francie   | Hocine Ragued†     | 12             | 0              | 860            | 2              | 0              | 3              | 0              | 270            | 0              | 0              | 7         | 0           | 0         | 0         |           |
| Z      | Tunisko · Francie   | Tijani Belaid†     | 11             | 0              | 511            | 2              | 0              | 3              | 1              | 224            | 0              | 0              | 5         | 0           | 1         | 0         |           |
| Z      | Mali                | Bassirou Dembélé   | 7              | 0              | 425            | 2              | 0              | 2              | 0              | 178            | 0              | 0              | 10        | 0           | 0         | 0         |           |
| Z      | Česko               | Adam Hloušek†      | 4              | 0              | 150            | 0              | 0              | 1              | 0              | 27             | 0              | 0              | 4         | 1           | 0         | 0         |           |
| Z      | Slovensko           | Peter Grajciar     | 2              | 0              | 170            | 0              | 0              | 0              | 0              | 0              | 0              | 0              | 8         | 4           | 0         | 0         |           |
| Z      | Česko               | Ondřej Petrák      | 1              | 0              | 6              | 0              | 0              | 2              | 0              | 14             | 0              | 0              | 5         | 0           | 0         | 0         |           |
| Z      | Česko               | Václav Prošek      | 1              | 0              | 1              | 0              | 0              | 0              | 0              | 0              | 0              | 0              | 0         | 0           | 0         | 0         |           |
| Z      | Česko               | Filip Duranski     | 0              | 0              | 0              | 0              | 0              | 1              | 0              | 90             | 0              | 0              | 0         | 0           | 0         | 0         |           |
| Pozice | Národnost           | Jméno              | Zápasy         | Gól            | Minuty         |                | Vyloučení      | Zápasy         | Gól            | Minuty         |                | Vyloučení      | Zápasy    | Gól         |           | Vyloučení |           |
| Ú      | Česko               | Jakub Hora         | 28             | 2              | 1639           | 7              | 0              | 7              | 0              | 460            | 0              | 0              | 11        | 6           | 0         | 0         |           |
| Ú      | Česko               | Stanislav Vlček    | 17             | 3              | 684            | 1              | 0              | 4              | 2              | 239            | 0              | 0              | 10        | 4           | 0         | 0         |           |
| Ú      | Česko               | Zbyněk Pospěch±    | 12             | 7              | 891            | 3              | 0              | 4              | 0              | 315            | 1              | 0              | 4         | 2           | 0         | 0         |           |
| Ú      | Česko               | Pavel Vyhnal       | 8              | 0              | 442            | 0              | 0              | 2              | 0              | 97             | 0              | 0              | 7         | 1           | 0         | 0         |           |
| Ú      | Česko               | Jan Zákostelský    | 5              | 0              | 172            | 0              | 0              | 2              | 0              | 132            | 0              | 0              | 11        | 0           | 0         | 0         |           |
| Ú      | Česko               | Jan Pázler†        | 1              | 0              | 66             | 0              | 0              | 1              | 0              | 6              | 0              | 0              | 0         | 0           | 0         | 0         |           |

|        |                     |                 | Přátelsky | Přátelsky         | Přátelsky | Přátelsky |   |                    |                  |       | Přátelsky | Přátelsky         | Přátelsky | Přátelsky |
| Pozice | N                   | Jméno           | Zápasy    | Gól · Čistá konta |           | Vyloučení |   | Pozice             | N                | Jméno | Zápasy    | Gól · Čistá konta |           | Vyloučení |
| B      | Česko               | Jan Hanuš       | 2         | 0                 | 0         | 0         | Z | Česko              | Ladislav Volešák | 3     | 0         | 0                 | 0         |           |
| B      | Česko               | Karel Hrubeš    | 1         | 0                 | 0         | 0         | U | Česko              | Radek Gulajev    | 6     | 0         | 0                 | 0         |           |
| B      | Česko               | Roman Valeš     | 2         | 0                 | 0         | 0         | Z | Česko              | Petr Mareš       | 9     | 0         | 0                 | 0         |           |
| O      | Bosna a Hercegovina | Ognjen Vranjes  | 2         | 0                 | 0         | 0         | Ú | Francie            | Ahmed Soukouna   | 2     | 0         | 0                 | 0         |           |
| U      | Argentina           | Lucas Concistre | 2         | 2                 | 0         | 0         | Ú | Senegal            | Moustapha Dabo   | 1     | 0         | 0                 | 0         |           |
| O      | Chorvatsko          | Tomislav Božić  | 3         | 1                 | 0         | 0         | O | Česko              | Jan Mikula       | 4     | 0         | 0                 | 0         |           |
| U      | Pobřeží slonoviny   | Franck Madou    | 1         | 1                 | 0         | 0         | U | Nigérie            | Allele Celestine | 1     | 0         | 0                 | 0         |           |
| O      | Česko               | Jan Hošek       | 3         | 0                 | 0         | 0         |   | Česko · Chorvatsko | Stefan Simič     | 1     | 0         | 0                 | 0         |           |

Vysvětlivky: † = odehrál pouze podzimní část, ± = odehrál pouze jarní část.

## Zápasy v sezoně 2010/11

### Letní přípravné zápasy
| Datum      | Soupeř                  | Místo           | Výsledek | Střelci Slavie                                  |
| ---------- | ----------------------- | --------------- | -------- | ----------------------------------------------- |
| 16/06/2010 | FC Viktoria Plzeň       | Stadion Eden    | 3-3      | 83' 90' Concistre 51' Božič                     |
| 19/06/2010 | FK Mladá Boleslav       | Čelákovice      | 1-1      | 53' Madou                                       |
| 19/09/2010 | FK Teplice              | Čelákovice      | 2-0      | 24' Grajciar 49' Kisel                          |
| 23/06/2010 | Dynamo České Budějovice | Nová Včelnice   | 0-0      |                                                 |
| 23/06/2010 | FC Slovan Liberec       | Nová Včelnice   | 1-2      | 8' Janda                                        |
| 26/06/2010 | SK Kladno               | Stadion Eden    | 3-0      | 26' Čelůstka 52' (pen) Černý J. 70' Hurka       |
| 30/06/2010 | FK Baník Sokolov        | Synot Tip Aréna | 5-2      | 20' 30' Vlček 2' Grajciar 18' Čelůstka 55' Hora |
| 04/07/2010 | Olympiakos Pireus FC    | Gerestried      | 1-3      | 17' Grajciar                                    |
| 07/07/2010 | KKS Lech Poznań         | Angerberg       | 2-0      | 37' Vlček 68' Hora                              |
| 11/07/2010 | CFR Kluž                | Abtenau         | 4-2      | 17' Jarolím 40' Grajciar 48' Janda 74' Hora     |

### Zimní přípravné zápasy
| Datum      | Soupeř                  | Místo                 | Výsledek | Střelci Slavie            |
| ---------- | ----------------------- | --------------------- | -------- | ------------------------- |
| 19/01/2011 | FK Sezimovo Ústí        | Stadion Eden          | 2-0      | 40' Hloušek 65' Koreš     |
| 23/01/2011 | FC Zenit Čáslav         | Stadion Eden          | 3-1      | 19' 25' Pospěch 30' Kisel |
| 25/01/2011 | FC Nitra                | Stadion Eden          | 2-0      | 63' Hora 76' Vyhnal       |
| 26/01/2011 | FK Viktoria Žižkov      | Stadion Eden          | 2-0      | 27' 72' Čelůstka          |
| 29/01/2011 | 1. FK Příbram           | Votice                | 0-0      |                           |
| 01/02/2011 | Dynamo České Budějovice | Písek                 | 1-0      | 41' Čelůstka              |
| 09/02/2011 | Las Palmas              | Stadion UD Las Palmas | 1-2      | 43' Hora                  |
| 13/02/2011 | HNK Hajduk Split        |                       | 2-0      | nejsou data               |
| 19/02/2011 | ŠK Slovan Bratislava    | Synot Tip Aréna       | 2-0      | 62' Hora 65' Vlček        |

### Souhrn působení v soutěžích
| Soutěž            | Fáze startu | Momentální pozice/ kolo | Konečná pozice/ kolo | První zápas       | Poslední zápas  |
| ----------------- | ----------- | ----------------------- | -------------------- | ----------------- | --------------- |
| 1. Gambrinus liga | —           | —                       | 9. místo             | 16. července 2010 | 28. května 2011 |
| Ondrášovka Cup    | 2. kolo     | —                       | Semifinále           | 1. září 2010      | 11. května 2011 |

Poslední úprava: 31. května 2011 (ke konci sezony).

### Gambrinus liga

#### Ligová tabulka
| Poř. | Tým                        | Z  | V  | R  | P  | VG | OG | B  |
| ---- | -------------------------- | -- | -- | -- | -- | -- | -- | -- |
| 6.   | Bohemians 1905             | 30 | 12 | 7  | 11 | 33 | 33 | 43 |
| 7.   | FC Slovan Liberec          | 30 | 12 | 7  | 11 | 45 | 36 | 43 |
| 8.   | FC Hradec Králové          | 30 | 11 | 8  | 11 | 26 | 36 | 41 |
| 9.   | SK Slavia Praha            | 30 | 9  | 13 | 8  | 41 | 36 | 40 |
| 10.  | FK Teplice                 | 30 | 10 | 9  | 11 | 39 | 46 | 39 |
| 11.  | SK Dynamo České Budějovice | 30 | 7  | 12 | 11 | 30 | 48 | 33 |
| 12.  | 1. FC Slovácko             | 30 | 8  | 7  | 15 | 27 | 43 | 31 |

Poslední úprava: Ke konci sezony.

Vysvětlivky: Z = Zápasy; V = Výhry; R = Remízy; P = Prohry; VG = Vstřelené góly; OG = Obdržené góly; B = Body.
| Celkem | Celkem | Celkem | Celkem | Celkem | Celkem | Celkem | Celkem | Doma (10. místo) | Doma (10. místo) | Doma (10. místo) | Doma (10. místo) | Doma (10. místo) | Doma (10. místo) | Venku (6. místo) | Venku (6. místo) | Venku (6. místo) | Venku (6. místo) | Venku (6. místo) | Venku (6. místo) |
| Z      | V      | R      | P      | VG     | OG     | GR     | Body   | V                | R                | P                | VG               | OG               | Body             | V                | R                | P                | VG               | OG               | Body             |
| ------ | ------ | ------ | ------ | ------ | ------ | ------ | ------ | ---------------- | ---------------- | ---------------- | ---------------- | ---------------- | ---------------- | ---------------- | ---------------- | ---------------- | ---------------- | ---------------- | ---------------- |
| 30     | 9      | 13     | 8      | 41     | 36     | +5     | 40     | 7                | 4                | 4                | 25               | 15               | 25               | 2                | 9                | 4                | 16               | 21               | 15               |

Poslední úprava: Ke konci sezony.

#### Kolo po kole
| Kolo     | 1 | 2  | 3 | 4 | 5 | 6 | 7 | 8 | 9 | 10 | 11 | 12 | 13 | 14 | 15 | 16 | 17 | 18 | 19 | 20 | 21 | 22 | 23 | 24 | 25 | 26 | 27 | 28 | 29 | 30 |
| -------- | - | -- | - | - | - | - | - | - | - | -- | -- | -- | -- | -- | -- | -- | -- | -- | -- | -- | -- | -- | -- | -- | -- | -- | -- | -- | -- | -- |
| Hřiště   | V | V  | D | V | D | V | D | V | D | V  | D  | V  | D  | V  | D  | D  | V  | D  | V  | D  | V  | D  | V  | D  | V  | D  | V  | D  | V  | D  |
| Výsledek | R | R  | V | V | P | P | R | R | P | P  | P  | R  | V  | R  | P  | R  | P  | R  | V  | V  | R  | R  | P  | V  | R  | V  | R  | V  | R  | V  |
| Pozice   | 7 | 10 | 5 | 3 | 4 | 6 | 7 | 8 | 9 | 12 | 14 | 14 | 9  | 11 | 13 | 13 | 14 | 14 | 11 | 8  | 9  | 9  | 11 | 10 | 10 | 10 | 10 | 10 | 10 | 9  |

Poslední úprava: Ke konci sezony.

Hřiště: D = Domácí; V = Venkovní. Výsledek: V = Výhra; P = Prohra; R = Win; P = Remíza

#### Podzimní část
| 1. kolo 16. července 2010 | Bohemians 1905  | 1 – 1 | SK Slavia Praha | Stadion Eden, Praha             |  |  |
| 17:30 CET                 | David Bartek 2' |       | 17' Karol Kisel | Diváci: 5.623 Rozhodčí: Zelinka |  |  |
|                           |                 |       |                 |                                 |  |  |

| 2. kolo 25. července 2010 | FC Baník Ostrava   | 1 – 1 | SK Slavia Praha | Bazaly, Ostrava                |  |  |
| 19:00 CET                 | Tomáš Frejlach 52' |       | 37' Karol Kisel | Diváci: 6.075 Rozhodčí: Adámek |  |  |
|                           |                    |       |                 |                                |  |  |

| 3. kolo 31. července 2010 | SK Slavia Praha     | 1 – 0 | FK Mladá Boleslav | Stadion Eden, Praha            |  |  |
| 16:00 CET                 | Stanislav Vlček 75' |       |                   | Diváci: 4.259 Rozhodčí: Drábek |  |  |
|                           |                     |       |                   |                                |  |  |

| 4. kolo 6. srpna 2010 | 1. FC Brno                           | 2 – 3 | SK Slavia Praha                                      | Městský fotbalový stadion Srbská, Brno |  |  |
| 17:30 CET             | Jan Kalabiška 20' Marek Střeštík 28' |       | 42' Jaroslav Černý 53' Karol Kisel 58' Lukáš Jarolím | Diváci: 2.529 Rozhodčí: Franěk         |  |  |
|                       |                                      |       |                                                      |                                        |  |  |

| 5. kolo 15. srpna 2010 | SK Slavia Praha | 1 – 3 | FC Slovan Liberec                                  | Stadion Eden, Praha          |  |  |
| 17:00 CET              | Karol Kisel 7'  |       | 29' Andrej Kerić 37' Jiří Štajner 90' Andrej Kerić | Diváci: 8.998 Rozhodčí: Adam |  |  |
|                        |                 |       |                                                    |                              |  |  |

| 6. kolo 23. srpna 2010 | FK Teplice                                | 2 – 1 | SK Slavia Praha            | Na Stínadlech, Teplice        |  |  |
| 18:00 CET              | David Kalivoda 37' Pavel Verbíř 68' (pen) |       | 22' Vlastimil Vidlička vl. | Diváci: 7.515 Rozhodčí: Paták |  |  |
|                        |                                           |       |                            |                               |  |  |

| 7. kolo 27. srpna 2010 | SK Slavia Praha    | 1 – 1 | SK Sigma Olomouc  | Stadion Eden, Praha           |  |  |
| 17:30 CET              | Jaroslav Černý 56' |       | 79' Michal Hubník | Diváci: 5.794 Rozhodčí: Bílek |  |  |
|                        |                    |       |                   |                               |  |  |

| 8. kolo 12. září 2010 | FC Hradec Králové | 0 – 0 | SK Slavia Praha | Všesportovní stadion, Hradec Králové       |  |  |
| 17:00 CET             |                   |       |                 | Diváci: 6.000 (vyprodáno) Rozhodčí: Hrubeš |  |  |
|                       |                   |       |                 |                                            |  |  |

| 9. kolo 20. září 2010 | SK Slavia Praha | 1 – 2 | AC Sparta Praha                     | Stadion Eden, Praha              |  |  |
| 18:00 CET             | Petr Trapp 22'  |       | 64' Václav Kadlec 90' Bony Wilfried | Diváci: 15.142 Rozhodčí: Zelinka |  |  |
|                       |                 |       |                                     |                                  |  |  |

| 10. kolo 24. září 2010 | 1. FC Slovácko                                               | 3 – 0 | SK Slavia Praha | Městský stadion, Uherské Hradiště |  |  |
| 18:15 CET              | Petr Švancara 13' (pen) Ladislav Volešák 79' Radek Szmek 89' |       |                 | Diváci: 6.951 Rozhodčí: Adam      |  |  |
|                        |                                                              |       |                 |                                   |  |  |

| 11. kolo 1. října 2010 | SK Slavia Praha | 0 – 1 | FC Viktoria Plzeň   | Stadion Eden, Praha            |  |  |
| 19:30 CET              |                 |       | Jan Rezek 17' (pen) | Diváci: 6.133 Rozhodčí: Franěk |  |  |
|                        |                 |       |                     |                                |  |  |

| 12. kolo 17. října 2010 | FK Ústí nad Labem | 1 – 1 | SK Slavia Praha       | Na Stínadlech, Teplice          |  |  |
| 17:00 CET               | Tomáš Krbeček 68' |       | 66' (pen) Karol Kisel | Diváci: 4.328 Rozhodčí: Matějek |  |  |
|                         |                   |       |                       |                                 |  |  |

| 13. kolo 24. října 2010 | SK Slavia Praha                                                   | 4 – 0 | České Budějovice | Stadion Eden, Praha             |  |  |
| 18:00 CET               | Karol Kisel 2' Jakub Hora 51' Ondřej Čelůstka 64' Milan Černý 78' |       |                  | Diváci: 4.056 Rozhodčí: Damková |  |  |
|                         |                                                                   |       |                  |                                 |  |  |

| 14. kolo 30. října 2010 | 1. FK Příbram   | 1 – 1 | SK Slavia Praha | Na Litavce, Příbram            |  |  |
| 16:00 CET               | Michal Klesa 7' |       | 50' Jakub Hora  | Diváci: 5.131 Rozhodčí: Drábek |  |  |
|                         |                 |       |                 |                                |  |  |

| 15. kolo 5. listopadu 2010 | SK Slavia Praha | 0 – 3 | FK Baumit Jablonec                                   | Stadion Eden, Praha          |  |  |
| 20:15 CET                  |                 |       | 28' Tomáš Pekhart 36' David Lafata 73' Petr Zábojník | Diváci: 3.974 Rozhodčí: Adam |  |  |
|                            |                 |       |                                                      |                              |  |  |

| 16. kolo 12. listopadu 2010 | SK Slavia Praha  | 1 – 1 | FC Baník Ostrava   | Stadion Eden, Praha             |  |  |
| 18:15 CET                   | Jiří Koubský 30' |       | 90' Josef Hušbauer | Diváci: 4.407 Rozhodčí: Zelinka |  |  |
|                             |                  |       |                    |                                 |  |  |

| 17. kolo 20. listopadu 2011 | FK Mladá Boleslav                                    | 3 – 1 | SK Slavia Praha  | Městský stadion, Mladá Boleslav |  |  |
| 18:20 CET                   | Václav Procházka 7' Goce Toleski 51' Marek Kulič 56' |       | 50' Jiří Koubský | Rozhodčí: Kovařík               |  |  |
|                             |                                                      |       |                  |                                 |  |  |

#### Jarní část
| 18. kolo 25. února 2011 | SK Slavia Praha     | 1 – 1 | 1. FC Brno        | Stadion Eden, Praha            |  |  |
| 20:15 CET               | Stanislav Vlček 63' |       | 11' Luděk Pernica | Diváci: 4.468 Rozhodčí: Franěk |  |  |
|                         |                     |       |                   |                                |  |  |

| 19. kolo 5. března 2011 | FC Slovan Liberec | 0 – 2 | SK Slavia Praha                     | Stadion u Nisy, Liberec        |  |  |
| 15:00 CET               |                   |       | 22' Zbyněk Pospěch 71' Štěpán Koreš | Diváci: 5.760 Rozhodčí: Adámek |  |  |
|                         |                   |       |                                     |                                |  |  |

| 20. kolo 13. března 2011 | SK Slavia Praha                                                              | 4 – 1 | FK Teplice           | Stadion Eden, Praha             |  |  |
| 17:00 CET                | Zbyněk Pospěch 32' Lukáš Jarolím 34' Lukáš Jarolím 66' Zoran Milutinović 89' |       | 61' Aidin Mahmutović | Diváci: 6.898 Rozhodčí: Matějek |  |  |
|                          |                                                                              |       |                      |                                 |  |  |

| 21. kolo 20. března 2011 | SK Sigma Olomouc | 0 – 0 | SK Slavia Praha | Andrův stadion, SK Sigma Olomouc |  |  |
| 17:00 CET                |                  |       |                 | Rozhodčí: Drábek                 |  |  |
|                          |                  |       |                 |                                  |  |  |

| 22. kolo 3. dubna 2011 | SK Slavia Praha | 0 – 0 | FC Hradec Králové | Stadion Eden, Praha             |  |  |
| 19:30 CET              |                 |       |                   | Diváci: 6.291 Rozhodčí: Kovařík |  |  |
|                        |                 |       |                   |                                 |  |  |

| 23. kolo 11. dubna 2011 | AC Sparta Praha                       | 2 – 0 | SK Slavia Praha | Generali Aréna, Praha             |  |  |
| 20:00 CET               | Léonard Kweuke 10' Léonard Kweuke 12' |       |                 | Diváci: 18.873 Rozhodčí: Královec |  |  |
|                         |                                       |       |                 |                                   |  |  |

| 24. kolo 18. dubna 2011 | SK Slavia Praha                     | 2 – 0 | 1. FC Slovácko | Stadion Eden, Praha          |  |  |
| 18:30 CET               | Josef Kaufman 10' Lukáš Jarolím 48' |       |                | Diváci: 5.742 Rozhodčí: Adam |  |  |
|                         |                                     |       |                |                              |  |  |

| 25. kolo 25. dubna 2011 | FC Viktoria Plzeň                       | 2 – 2 | SK Slavia Praha                 | Štruncovy sady, Plzeň                       |  |  |
| 18:30 CET               | Daniel Kolář 22' František Ševinský 29' |       | 88' Karol Kisel 90' Milan Černý | Diváci: 7.140 (vyprodáno) Rozhodčí: Kovařík |  |  |
|                         |                                         |       |                                 |                                             |  |  |

| 26. kolo 1. května 2011 | SK Slavia Praha                                           | 3 – 0 | FK Ústí nad Labem | Stadion Eden, Praha               |  |  |
| 17:00 CET               | Stanislav Vlček 19' Zbyněk Pospěch 59' Zbyněk Pospěch 73' |       |                   | Diváci: 5.423 Rozhodčí: Makovička |  |  |
|                         |                                                           |       |                   |                                   |  |  |

| 27. kolo 8. května 2011 | České Budějovice | 1 – 1 | SK Slavia Praha    | Střelecký ostrov, České Budějovice |  |  |
| 14:00 CET               | Tomáš Stráský 7' |       | 22' Zbyněk Pospěch | Diváci: 3.061 Rozhodčí: Zelinka    |  |  |
|                         |                  |       |                    |                                    |  |  |

| 28. kolo 16. května 2011 | SK Slavia Praha                                       | 3 – 2 | 1. FK Příbram                      | Stadion Eden, Praha                        |  |  |
| 18:30 CET                | Štěpán Koreš 2' Vitali Trubila 43' Zbyněk Pospěch 79' |       | 56' Zdeněk Koukal 90' Tomáš Wágner | Diváci: hráno bez diváků Rozhodčí: Damková |  |  |
|                          |                                                       |       |                                    |                                            |  |  |

| 29. kolo 21. května 2011 | FK Baumit Jablonec                | 2 – 2 | SK Slavia Praha                    | Chance Arena, Jablonec nad Nisou |  |  |
| 17:30 CET                | Karel Piták 26' Lukáš Třešňák 45' |       | 19' Štěpán Koreš 61' Josef Kaufman | Rozhodčí: Ochotnický             |  |  |
|                          |                                   |       |                                    |                                  |  |  |

| 30. kolo 28. května 2011 | SK Slavia Praha                                         | 3 – 0 | Bohemians 1905 | Stadion Eden, Praha                      |  |  |
| 17:30 CET                | Štěpán Koreš 33' Zbyněk Pospěch 45' Ondřej Čelůstka 90' |       |                | Diváci: hráno bez diváků Rozhodčí: Jílek |  |  |
|                          |                                                         |       |                |                                          |  |  |

### Ondrášovka Cup

#### Jednozápasová kola
| 2. kolo (1/32) 1. září 2010 | FK Pardubice | 0 – 1 | SK Slavia Praha     | Pod Vinicí, Pardubice                      |  |  |
| 17:00 CET                   |              |       | 34' Stanislav Vlček | Diváci: 2.900 (vyprodáno) Rozhodčí: Hrubeš |  |  |
|                             |              |       |                     |                                            |  |  |

| 3. kolo (1/16) 12. října 2010 | SK Slavia Praha                                        | 3 – 2 | FK Ústí nad Labem                        | Stadion Eden, Praha            |  |  |
| 17:30 CET                     | Jiří Koubský 20' Karol Kisel 51' (pen) Karol Kisel 68' |       | 16' Martin Jindráček 82' Richard Veverka | Diváci: 2.103 Rozhodčí: Drábek |  |  |
|                               |                                                        |       |                                          |                                |  |  |

#### Osmifinále
| První zápas 27. října 2010 | FK Viktoria Žižkov         | 1 – 1 | SK Slavia Praha          | Stadion FK Viktoria Žižkov, Praha |  |  |
| 15:30 CET                  | Zdeněk Folprecht 11' (pen) |       | 53' (pen) Jaroslav Černý | Diváci: 1.853 Rozhodčí: Paták     |  |  |
|                            |                            |       |                          |                                   |  |  |

| Odveta 9. listopadu 2010 | SK Slavia Praha                                       | 3 – 0 | FK Viktoria Žižkov | Stadion Eden, Praha               |  |  |
| 17:30 CET                | Jiří Koubský 18' Jaroslav Černý 21' Tijani Belaid 24' |       |                    | Diváci: 2.158 Rozhodčí: Ardeleánu |  |  |
|                          |                                                       |       |                    |                                   |  |  |

#### Čtvrtfinále
| První zápas 14. dubna 2011 | FK Teplice                                    | 2 – 1 | SK Slavia Praha     | Na Stínadlech, Teplice        |  |  |
| 18:00 CET                  | Pavel Verbíř 45' (pen) Pavel Verbíř 90' (pen) |       | 62' Stanislav Vlček | Diváci: 2.311 Rozhodčí: Mikel |  |  |
|                            |                                               |       |                     |                               |  |  |

| Odveta 21. dubna 2011 | SK Slavia Praha | 1 – 0 | FK Teplice | Stadion Eden, Praha              |  |  |
| 18:00 CET             | Karol Kisel 62' |       |            | Diváci: 3.383 Rozhodčí: Kocourek |  |  |
|                       |                 |       |            |                                  |  |  |

#### Semifinále
| První zápas 5. května 2011 | SK Slavia Praha | 0 – 3 kontumačně | SK Sigma Olomouc | Stadion Eden, Praha |  |  |
| 18:30 CET                  |                 |                  |                  | Rozhodčí: Královec  |  |  |
|                            |                 |                  |                  |                     |  |  |

| Odveta 11. května 2011 | SK Sigma Olomouc | 1 – 0 | SK Slavia Praha | Andrův stadion, Olomouc       |  |  |
| 18:00 CET              | Tomáš Hořava 56' |       |                 | Diváci: 1.866 Rozhodčí: Jílek |  |  |
|                        |                  |       |                 |                               |  |  |